# 캐서린 에도스
캐서린 에도스 (1842년 4월 14일 – 1888년 9월 30일)는 1888년 8월 말부터 11월 초까지 런던의 화이트채플과 스피탈필즈 지역에서 최소 5명의 여성을 절단하여 살해한 잭 더 리퍼로 알려진 미확인 연쇄 살인범의 공식적인 희생자 5명 중 네 번째 희생자이다.
에도스는 9월 30일 일요일 새벽에 런던 시에서 살해되었다. 이미 광역경찰이 관할하던 엘리자베스 스트라이드의 살인 사건을 목격한 날 밤에 에도스는 한 시간 만에 두 번째로 살인을 당했다. 이 두 살인은 일반적으로 10월 1일 센트럴 뉴스 에이전시에서 받은 "음탕한 재키" 엽서의 내용에서 유래한 용어인 "더블 이벤트"라고 불린다.
10월 15일 소인이 찍힌 지옥으로부터 편지와 함께 인간의 왼쪽 신장의 일부가 화이트채플 자경위원회의 지도자인 조지 러스크에게 보내졌다. 편지의 저자는 그 신장의 일부가 에도스의 신장이며 자신이 왼쪽 신장을 잘라냈고 나머지 절반은 튀겨서 먹었다고 주장했다. 그러나 대부분의 전문가들은 진짜 에도스의 몸에서 뗀 신장이라고 믿지 않는다.

## 같이 보기
- 미해결 사건